# True Lies – Két tűz között
A True Lies – Két tűz között (eredeti cím: True Lies) 1994-ben bemutatott amerikai akciófilm, melynek rendezője és forgatókönyvírója James Cameron, főszereplője Arnold Schwarzenegger, Jamie Lee Curtis, Tia Carrere, Tom Arnold és Art Malik. Kisebb szerepekben Charlton Heston és Bill Paxton is felbukkan. A film Claude Zidi Titkolt titkos ügynök (1991) című komédiája nyomán készült.
Az Amerikai Egyesült Államokban 1994. július 15-én mutatta be a 20th Century Fox, Magyarországon szeptember 29-én jelent meg az UIP-Dunafilm forgalmazásában.

## Cselekmény
Harry Tasker (Arnold Schwarzenegger) igazi szuper-titkos ügynök, szakértője a közelharcnak, a fegyvereknek, a robbanószereknek, bármit elvezet és több nyelven is beszél. Kényes, gyors titkos akcióra mindig őt veti be az Omega csoport nevű titkosszolgálat. Felesége, Helen (Jamie Lee Curtis) és kamaszlánya, Dana (Eliza Dushku) azonban erről mit sem sejt, Harry a családja elől is titkolja kilétét, számukra ő csupán egy csendes, szürke számítógép-kereskedő. Legújabb ellensége, a terroristavezér Salim Abu Aziz (Art Malik) azonban nem adja olcsón magát, legutóbb is sikerült elmenekülnie az őt üldöző Harry elől. Ráadásul a férfi magánéletében is probléma támad: a neje, úgy tűnik, összeszűrte a levet Simonnal (Bill Paxton), egy állítólagos titkosügynökkel, aki – mint Harry a szolgálat segítségével hamar kideríti – valójában csak egy egyszerű, nagyszájú autókereskedő. Mikor Helen és Simon legközelebb találkoznak, Harry egy látszólagos rajtaütéssel elhurcoltatja a feleségét és Simont kihallgatásra, ahol az alteregóját fel nem fedve kikérdezi a nejét, így tudja meg, hogy a nő unalomból találkozgatott az ál-titkosügynök autókereskedővel, amikor az a segítségét kérte, de nem lépett félre vele. Simon viszont csak csajozásból találta ki a történeteit, akire Harry jól ráijeszt, majd végül faképnél hagyja. Harry aztán látszólag a titkosszolgálat nevében egyszerű megbízásokat ad a feleségének „unaloműzés” gyanánt. Ám az első ilyen játszadozáskor rájuk törnek Aziz emberei és elrabolják Harry-t és Helent. Aziz ki akarja deríteni mit tud Harry és kinek dolgozik, Helen pedig ekkor szembesül a ténnyel, hogy „a férje egy Rambo!” Harry hamar kiszabadítja magát és feleségét, majd számos terroristát gyorsan, csendben likvidálva kihallgatják Aziz tervét: a terroristák atombombát akarnak robbantani Amerikában.
Harry megpróbálja megakadályozni a tervezett robbantást, s ugyan sok terroristát megöl, de Aziz egy rakétavetővel rálő, s látszólag meg is hal, Helent pedig újra foglyul ejtik. Gibson, Harry társa, (Tom Arnold) megkeresi és megmenti Harry-t, majd felderítik Helen hollétét is. A hadsereg AV-8B vadászgépeket von be Aziz semlegesítésére, aki egy limuzinban menekül, fogva tartva Helent is. Azizt nem sikerül elkapni, s bár Helen kiszabadul, röviddel később kiderül, ezúttal Dana került a terroristák fogságába egy épülőfélben lévő irodaházban. Harry, amikor ezt megtudja, azonnal beszáll egy vadászgépbe, hogy megmentse lányát és megakadályozza a nukleáris robbanófej felrobbanását. Dana – őrzői éberségét kijátszva – ellopja a bomba működésbe lépéséhez szükséges kulcsot, majd menekülni próbál, s az őt üldöző Aziz elől az épület tetején lévő darura mászik. Harry a vadászgépével likvidál néhány terroristát, majd a darun szorult helyzetbe kerülő Danáért siet, aki ráugrik a gépre, Azizzal együtt. Egy hirtelen manővernek köszönhetően azonban a terroristavezér leesik a gép hátáról, a hátizsákjánál fogva pedig éppen az egyik rakétában akad fenn. Harry ezzel a rakétával aztán kilövi a helikopteren menekülő többi terroristát, megölve ezzel Azizt is.
Egy évvel később a Tasker család együtt vacsorázik az otthonában, amikor jön egy telefonhívás, s ebből kiderül, hogy Helen már az Omega csoportnak dolgozik. A közös küldetés közben – egy estélyen – ismét feltűnik Simon, aki éppen egy újabb nőt próbál behálózni a kitalált történetével, Helen azonban ráijeszt, mire gyáván elfut. Harry és Helen ezután tangózni kezd, látszólag mit sem törődve az éppen aktuális küldetés teljesítésével.

## Szereplők
| Szerep                                | Színész               | Magyar hang     |
| ------------------------------------- | --------------------- | --------------- |
| Harry Tasker                          | Arnold Schwarzenegger | Gáti Oszkár     |
| Helen Tasker                          | Jamie Lee Curtis      | Bodnár Erika    |
| Albert Gibson                         | Tom Arnold            | Szakácsi Sándor |
| Simon                                 | Bill Paxton           | Stohl András    |
| Juno Skinner                          | Tia Carrere           | Tóth Enikő      |
| Salim Abu Aziz                        | Art Malik             | Széles László   |
| Dana Tasker                           | Eliza Dushku          | Csondor Kata    |
| Faisil                                | Grant Heslov          | Kerekes József  |
| Spencer Trilby                        | Charlton Heston       | Kristóf Tibor   |
| Samir                                 | Charles Cragin        | Kun Vilmos      |
| Juno sofőrje                          | Armen Ksajikian       | Kocsis György   |
| Kondor megfigyelő helikopter pilótája | N/A                   | Balázsi Gyula   |
| Partivendég                           | N/A                   | Dimulász Miklós |
| Lima 1-es vadászpilóta                | N/A                   | Dózsa Zoltán    |
| Nő a liftben                          | N/A                   | Kassai Ilona    |
| Megfigyelő ügynök a kocsiban          | N/A                   | Uri István      |

## Díjak és jelölések
- BAFTA-díj (1995)
  - jelölés: legjobb speciális effektusok
- Oscar-díj (1995)
  - jelölés: legjobb vizuális effektusok
- Golden Globe-díj (1995)
  - díj: legjobb színésznő – zenés film és vígjáték kategória: Jamie Lee Curtis

## Filmzene
- Sunshine of Your Love
- Darkness, Darkness
- Alone in the Dark
- Entity
- Sunshine of Your Love (The Adrian Sherwood & Skip McDonald Remix)
- Main Title/Harry Makes His Entrance
- Escape from the Chateau
- Harry's Sweet Home
- Harry Rides Again
- Spying on Helen
- Juno's Place
- Caught in the Act
- Shadow Lover
- Island Suite
- Causeway/Helicopter Rescue
- Nuclear Kiss
- Harry Saves the Day

Dalok, amelyek a filmben hallhatóak, de a kiadott filmzenében nem szerepelnek:
- Sade – I Never Thought I'd See the Day
- Bee Gees – More Than a Woman
- The Philadelphia Orchestra – The Blue Danube
- The Tango Project – Por una Cabeza

## Érdekességek
- Schwarzeneggernek igazából a tangó okozott problémákat, táncórákat kellett vennie, hogy hitelesen táncoljon a filmben.
- A lovagolós üldözésnél eredetileg a Washington-emlékmű szerepelt volna helyszínként, de erre a filmesek nem kaptak engedélyt.
- Cameron azt nyilatkozta, hogy Schwarzenegger hozta a forgatókönyvet, mivel megtetszett neki Tasker karaktere.
- A helikopteres mentési jelenetnél maga Jamie Lee Curtis kapaszkodott, nem használtak dublőrt.
- A filmben 71 ember hal meg.
- A film végi vadászrepülős jelenetnél egy daru lógatta modellgépet használtak, a környezetet pedig CGI-vel alakították ki körülötte.
- Charlton Heston karakterét, mint a titkosszolgálat főnöke a képregényszereplő Nick Furyról mintázták, aki a S.H.I.E.L.D. szervezet főnöke és ugyancsak félszemű.
- Cameron már előkészítette a folytatást, és a forgatókönyv is kész volt, a bemutatót pedig 2002-re tervezték, de a 2001-es terrortámadások keresztülhúzták a megvalósítást. Cameron úgy nyilatkozott, hogy „ezután a terrorizmus már nem vicces”.
- A sztriptízjelenetnél Curtis tényleg elesett és Schwarzenegger ösztönösen pattant fel, hogy segítsen, de rögtön felkelt és folytatódott a jelenet, ami a film egyik leghumorosabb része lett.

## Televíziós megjelenések
TV2, RTL Klub, Viasat 3, Film+, Mozi+, Super TV2, Digi Film / Film Now, Moziverzum